# Федеральный резервный банк Кливленда
Федеральный резервный банк Кливленда (англ. Federal Reserve Bank of Cleveland; Cleveland Fed) — один из 12 резервных банков США, входящих в Федеральную резервную систему. Расположен в Кливленде, в штате Огайо.

## Описание
Резервный банк Кливленда является штаб-квартирой Четвёртого округа Федеральной резервной системы, который включает в себя штат Огайо, западную часть Пенсильвании, восточную часть Кентукки и северную часть Западной Виргинии. У Банка есть отделения в Цинциннати и в Питтсбурге.

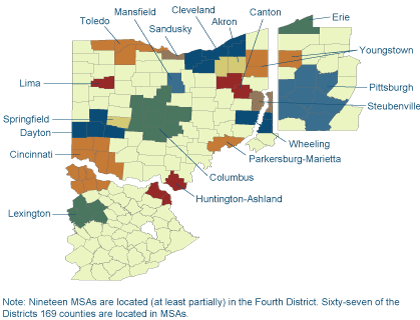
Карта Четвёртого округа

Президентом и главным исполнительным директором Банка Кливленда с 1 июня 2014 года является Лоретта Местер.
Здание Банка представляет собой 13-этажное здание, расположенное на Superior Avenue и East 6th Street в центре Кливленда. Оно было спроектировано фирмой «Walker and Weeks» и завершено в 1923 году. В 1996 году к зданию была сделана пристройка, где размещён операционный центр. Здание входит в Национальный реестр исторических мест США.
В январе 2006 года при Банке был открыт Учебный центр и Музей денег (Learning Center and Money Museum).

## Руководство
- Уолтер Брэддок Хикмен- руководитель в 1963-1970 годах.